# Múscul penniforme
Un múscul penniforme o múscul pennat (que té forma de ploma d'ocell) és un múscul amb fascicles que s'uneixen obliquament (en posició inclinada) al seu tendó. Aquest tipus de músculs generalment permeten una producció de força més alta, però un rang de moviment més reduït.
 Quan un múscul es contrau i s'escurça, l'angle augmenta.